# 富罗镇
富罗镇，是中华人民共和国广西壮族自治区贺州市昭平县下辖的一个乡镇级行政单位。

## 行政区划
富罗镇下辖以下地区：
富罗村、砂子村、瑶山村、百宜村、富强村、牛角村、金龙村、镇南村、三合村、登垌村、石齿村、思乐村和汤水村。